# جام باشگاه‌های تهران ۱۳۵۰
جام باشگاه‌های تهران ۱۳۵۰ یک دوره مسابقه فوتبال بین تیم‌های تهرانی حاضر در مسابقات جام باشگاه‌های تهران بود که بنا بر تقویم فدراسیون فوتبال قرار بود در نیمه دوم سال ۱۳۵۰ و در فاصله ۱۲ آبان تا ۱۵ اسفند برگزار شود اما بعد از برگزاری تنها ۴ هفته از بازی‌ها و به دلیل تداخل با تقویم بازی‌های جام منطقه‌ای ایران ۱۳۵۰ این مسابقات ناتمام ماند و برگزاری آن دیگر پیگیری نشد.

## مرور فصل
این مسابقات در ۴ آذر افتتاح شد و پس از مراسم افتتاحیه دو تیم پرسپولیس و اقبال به مصاف یکدیگر رفتند که در پایان پرسپولیس به پیروزی ۲ بر ۰ دست یافت. تداخل تقویم این بازی‌ها با سایر بازی‌های باشگاهی و ملی باعث شدند این بازی‌ها بارها به تعویق بیفتند و تیم‌هایی که ملی‌پوشان زیادی داشتند کمتر از تیم‌های دیگر بازی کنند. در نهایت بعد از برگزاری ۴ هفته فدراسیون فوتبال ایران این بازی‌ها را لغو کرد. مصطفی مکری، رئیس فدراسیون فوتبال در مصاحبه با کیهان ورزشی اعلام کرد برای جلوگیری از خستگی بازیکنان فعلا برنامه مسابقات باشگاه های تهران را کاملا متوقف کردیم. آخرین بازی این فصل را تیم ها پاس و افسر روز ۱۴ بهمن برگزار کردند. تیم تاج که در دو هفته آغازین مسابقات به خاطر حضور در جام میلز در کشور هند بود در این بازیها فقط یک بازی انجام داد.

## جدول رده‌بندی
در مجموع ۲۱ بازی برگزار شد که فقط بازی های هفته اول بصورت کامل انجام شد. جدول رده بندی مسابقات طبق بازی های انجام شده این فصل بدین صورت بود:
| رتبه | باشگاه    | بازی | برد | مساوی | باخت | گل‌زده | گل‌خورده | تفاضل گل | امتیاز |
| ---- | --------- | ---- | --- | ----- | ---- | ----- | ------- | -------- | ------ |
| ۱    | پاس       | ۳    | ۳   | ۰     | ۰    | ۷     | ۱       | ۶+       | ۶      |
| ۲    | بانک ملی  | ۴    | ۲   | ۱     | ۱    | ۴     | ۳       | ۱+       | ۵      |
| ۳    | گارد      | ۳    | ۲   | ۰     | ۱    | ۶     | ۴       | ۲+       | ۴      |
| ۴    | آتش نشانی | ۳    | ۱   | ۲     | ۰    | ۳     | ۲       | ۱+       | ۴      |
| ۵    | آرارات    | ۳    | ۲   | ۰     | ۱    | ۲     | ۱       | ۱+       | ۴      |
| ۶    | اقبال     | ۴    | ۱   | ۱     | ۲    | ۲     | ۴       | ۲-       | ۳      |
| ۷    | راه آهن   | ۳    | ۱   | ۱     | ۱    | ۳     | ۶       | ۳-       | ۳      |
| ۸    | پرسپولیس  | ۲    | ۱   | ۰     | ۱    | ۲     | ۱       | ۱+       | ۲      |
| ۹    | تاج       | ۱    | ۱   | ۰     | ۰    | ۱     | ۰       | ۱+       | ۲      |
| ۱۰   | عقاب      | ۱    | ۱   | ۰     | ۰    | ۱     | ۰       | ۱+       | ۲      |
| ۱۱   | برق       | ۲    | ۱   | ۰     | ۱    | ۲     | ۲       | ۰        | ۲      |
| ۱۲   | دیهیم     | ۳    | ۰   | ۲     | ۱    | ۲     | ۳       | ۱-       | ۲      |
| ۱۳   | شهربانی   | ۲    | ۰   | ۱     | ۱    | ۲     | ۳       | ۱-       | ۱      |
| ۱۴   | افسر      | ۳    | ۰   | ۱     | ۲    | ۲     | ۴       | ۲-       | ۱      |
| ۱۵   | تهران     | ۳    | ۰   | ۱     | ۲    | ۳     | ۶       | ۳-       | ۱      |
| ۱۶   | قصر یخ    | ۲    | ۰   | ۰     | ۲    | ۱     | ۳       | ۲-       | ۰      |

## گلزنان برتر
| # | گلزنان          | تعداد گل | تیم      |
| - | --------------- | -------- | -------- |
| ۱ | پرویز قلیچ خانی | ۳        | پاس      |
| ۲ | هاملت آصفی      | ۲        | آرارات   |
| ۳ | حسن ابراهیمی    | ۲        | بانک ملی |
| ۴ | اصغر شرفی       | ۲        | پاس      |
| ۵ | علیرضا خورشیدی  | ۲        | گارد     |
| ۶ | محمدرضا خلعتبری | ۲        | گارد     |